# Yuma (périodique)
Pour les articles homonymes, voir Yuma.
 (septembre 2024).
Si vous disposez d'ouvrages ou d'articles de référence ou si vous connaissez des sites web de qualité traitant du thème abordé ici, merci de compléter l'article en donnant les références utiles à sa vérifiabilité et en les liant à la section « Notes et références ».
Yuma est une revue de Petit format éditée par les Éditions Lug de novembre 1962 à décembre 1993 pendant 374 numéros. Il y eut 107 recueils dont les 53 premiers contiennent 4 numéros et les suivants 3.
Jean Frisano a réalisé plusieurs dizaines de couvertures pour la revue entre 1969 et 1987.

## Histoire éditoriale
Yuma est en fait la 3e série de Flambo. En effet chronologiquement la série Flambo a évolué en Bourask-Flambo, pour ensuite s'appeler simplement Bourask. Ensuite, la série devient Yuma-Bourask pour finalement terminer en Yuma.
Pour en revenir à Yuma, bien qu'ayant débuté avec les aventures du Petit Ranger, c'est Zagor qui a marqué durablement la revue avec son apparition au N°74. Zagor est ensuite devenu le personnage phare jusqu'à la fin du fascicule.
En 2002, Semic a relancé la revue qui s'est arrêtée fin 2003 comme toute la production petit format de l'éditeur. Cette deuxième période de la série Yuma n'a pourtant rien à voir avec la précédente. Les séries publiées changent complètement, et le noyau de cette nouvelle série n'est autre que la réédition des premiers épisodes de "Miki le petit ranger" parus respectivement dans Rodeo puis dans Nevada, et enfin dans cette deuxième période de Yuma. Cette nouvelle série Yuma ne connut que 10 numéros, avec deux versions du N°10 numérotés 10A et 10B dont la seule différence est une couverture alternative. Ce phénomène de double numérotation du dernier numéro se retrouve dans les autres revues de l'éditeur Semic (Spécial Zembla, Kiwi, etc.) afin d'écouler le stock de couverture en réserve.